# Delaware State Route 7
Die Delaware State Route 7 (kurz DE 7) ist eine in Nord-Süd-Richtung verlaufende State Route im US-Bundesstaat Delaware.

## Verlauf
Nach der Abzweigung vom U.S. Highway 13 und der DE 72 nahe Delaware City verläuft die DE 7 in Richtung Norden und trifft südlich von Bear auf die Delaware State Route 71 und im Norden der Stadt auf den U.S. Highway 40. Die Straße führt parallel zur Delaware State Route 1 und kreuzt in Christinia zunächst die State Route 273. Nach der Überquerung des Christina Rivers trifft die Straße auf den Old Baltimore Pike und passiert im Westen die Old Fort Church.
Ab Christinia nutzt die DE 7 für etwa drei Kilometer die zum Freeway ausgebaute Trasse der State Route 1 und kreuzt dabei die Interstate 95 sowie die Delaware State Route 58. Im Süden von Stanton teilt sich die Straße eine Trasse mit der State Route 4 und überquert dabei den White Clay Creek. In Marshallton trifft sie auf die Delaware State Route 2, und in Pike Creek zweigt die State Route 72 in westlicher Richtung ab, bevor die DE 7 in Avondale an der Grenze zu Pennsylvania endet.